# Зелене армије
Зелене армије (рус.: Зеленоармейцы), познате и као Зелена армија или Зелени, биле су наоружане сељачке групе које су се бориле против свих влада у Руском грађанском рату од 1917. до 1922. године. Зелене армије су биле полу- организоване локалне милиције које су се супротстављале бољшевицима, Белом покрету и страним интервенционистима и бориле се да заштите своје заједнице од реквизиција или репресалија трећих лица. Зелене армије су биле политички и идеолошки неутралне, али су се повремено повезивале са социјалистичко-револуционарном партијом. Зелене армије су имале прећутну подршку у већем делу Русије. Међутим, њихова примарна база, сељаштво, углавном није било вољно да води активну кампању током Руског грађанског рата и на крају се распустило након победе бољшевика 1922. године.

## Позадина
Руско сељаштво је преживело два рата против руске државе, продукти револуција које су завршене државном победом: 1905-1907 и 1917-1922. Почетком 1918. Бољшевичка партија је контролисала само неколико градова, „јединствена бољшевичка острва усред сељачког океана“, не желећи да предају плодове свог рада и потчине се било којој спољној власти.
Сукоб између градова и села био је једна од главних ивица грађанског рата. Овај отпор су многи тумачили као пуки израз „социјалне анархије“ која је постојала у земљи. Утицај комуниста на сељаке и раднике био је занемарљив. Они су контролисали неке совјете, али без принудне моћи над већином становништва, које им се супротстављало на пасиван и неорганизован начин.
Између краја 1917. и почетка 1918. није било озбиљне опозиције комунистима, који су контролисали централну Русију, Баку и Ташкент. Једина опозициона снага била је Добровољачка армија, једва 3.000 људи, још увек организована у јужној Русији. Све наде Белог покрета биле су у придобијању донских и кубанских козака, у почетку више заинтересованих за добијање сопствене независности. Са своје стране, Украјина и Финска су биле у процесу осамостаљивања, али Бели никада не би признали њихово отцепљење, да би придобили то становништво. Само је насилна бољшевичка репресија против Козака почетком 1918. године омогућила њихово придобијање за своју ствар.
Након Октобарске револуције нове бољшевичке власти успоставиле су ратни комунизам. Овај систем је настојао да укине сва приватна предузећа, повећа државну контролу над дистрибуцијом и иностраним тржиштем, национализује сву тешку индустрију, реквирира пољопривредне вишкове и наметне универзални систем рационирања како би се целокупна економија усмјерила на подршку ратним напорима. Био је то начин борбе против њихових противника на „домаћем фронту“. Међу новим мерама било је и слање чиновника на фарме централне Русије да прикупљају залихе за Црвену армију и започну изградњу социјалистичке привреде, на све потребне начине. Циљ је био реквизиција жита, стоке и коња, регрутовање младих у војску и кажњавање села осумњичених за скривање дезертера. Прва реакција фармера била је да закопају своје жито, да га хране стоку или да га тајно дестилују у алкохол. Као одговор, комунисти су организовали праву „војску снабдевања“ од 80.000 људи са задатком да насилно реквирују вишкове жита. Половина су били незапослени радници из Петрограда који су тражили фиксну плату и да задрже део плена. Остали су били криминалци, остали незапослени и бивши војници. Формирали су недисциплиноване трупе, познате као продотријади, које нису оклевале да краду виталне резерве, семе и другу имовину од сељака. Политика реквизиције звала се „Продразвјорстка“ и била је део ратног комунизма. Продотријада је забележила пораст броја њихових убијених чланова: 2.000 1918. године, 5.000 1919. и 8.000 1920. године. Бољшевици су узвратили паљењем села, конфискацијом стоке и погубљењима сељака. Многи су оптужени да су кулаци, али већина су били сиромашни фармери. Становништво је побегло у шуме без шта да изгуби и придружило се побуњеницима у одбрани „локалне сељачке револуције“. Дакле, оно што је у већини случајева почело као мале побуне против реквизиција, неспособан и бруталан одговор локалних комуниста претворио се у велике побуне.
Прве колективизације су такође изазвале велики отпор због присилних премештања и нових начина живота који су наметнути становништву, већ са озбиљним потешкоћама у преживљавању. Многе јединице и инспектори прекорачили су своја овлашћења, пљачкајући куће и убијајући сељане. Оштро су потиснули сваки знак нелагодности. Све је то допринело раширеној огорчености према новом режиму. Бољшевици су схватили да морају да контролишу снабдевање житом. Да не би зависили од ситних земљорадника, настојали су да оснују Колхозе (задруге) и Совхозе (државне фарме). Други извор одбацивања бољшевика од стране сељака било је укидање Комитета сиромашних сељака или комитети бедноти у децембру 1918, али је Лењин предвидео жесток отпор и повећао величину продотриадије и повећао пореске обавезе. У наредној сезони реквирирано је око 242 милиона пуда у житу.

## Циљеви
Приликом избијања Фебруарске револуције, најважније политичке странке биле су Социјал-револуционарна партија, Мењшевици и Кадети. Прва два су контролисала већину совјета у земљи, осим оних у Петрограду и Москви; трећи су били либерали уз подршку умерених сектора који су желели да одрже слободе стечене револуцијом. Мењшевици су брзо изгубили подршку многих Совјета, осим на Кавказу, а посебно у Демократској Републици Грузији, док је бољшевички утицај брзо растао. У међувремену, сељаци су у великој већини били наклоњени постулатима СР. У неким случајевима, као у Западном Сибиру 1920–1921, побуњени сељаци су започели своје побуне без икаквих предлога или планова сложенијих од збацивања бољшевика (следствено томе, бољшевици који су им пали у руке били су убијени, а владине или партијске зграде срушене). Тек када су неки успешни покрети постали сложенији и територијално шири, Зелени су представили политички програм, адаптацију СР идеја.
Русија се брзо поларизирала током 1917. Врло брзо су велике масе становништва биле за још екстремније, али мање и мање организоване револуционарне групе од бољшевика, анархиста и левих есера, које ће Лењин убрзо потиснути: „Земља радника а сиромашни сељаци су хиљаду пута левији од Чернова и Церетелија, и сто пута левији од нас.“ Велики рат је само подстакао сељаке и раднике да иду револуционарним путем, из истог разлога, један од Лењинових предлога био је да се „империјалистички рат“ претвори у „грађански рат“.

### Пољопривредна дистрибуција
Зелени су били вођени идеалом СР „црне поделе“, „поделе свих земаља према броју уста које треба хранити у свакој породици“, а не за национализацију и колективизацију земље. бољшевика. У Лењиновим очима у овој мери није било ничег социјалистичког, план СР-а би био успостављање капитализма на селу, побољшање квалитета живота сељака и окончање ропства. По њему, то је била само буржоаска парола, баш као и „земља и слобода“, за неупућене сеоске масе. Други извор опозиције становништва према бољшевицима био је „начин живота феудалног система комунистичких вођа“, са својим луксузом, пљачкама и некажњивости пред бедом и репресијом народа.
Идеологија Зелених је била веома једнообразна, представљала је заједничке тежње сељачке револуције Русије и Украјине. Желели су да поврате самоуправу која је задржала до 1918. године, да заузму племство, слободно продају своје производе на тржишту и управљају својим заједницама са совјетима које су сами изабрали. Сељаци су одбацили превагу коју добија нова држава. Четири године након њихове сељачке револуције видели су како су њихови сељачки совјети од аутономних постали само државни органи, њихова мала пољопривредна газдинства су замењена великим државним колективизацијама, плодови њиховог рада подељени, а земља одузета племству сада прешла на државу. Због тога су прихватили предлоге СР-а: крај бољшевичке власти, прерасподела земље и окончање грађанског рата. Њихово супротстављање бољшевицима било је више него због политичког плана или алтернативе, због жеље да ослободе своје земље. Заинтересовани за одбрану локалних интереса, ови покрети су заузели одбрамбени став: нису хтели да марширају у Москву, само су желели да се ослободе њеног утицаја.

### Одбијање Белог покрета
Зелени су увек били непријатељски расположени према Белима, због чега су њихови устанци против Црвених постали масовни тек након што су обезбедили пораз Белих. Многи бели официри изгубили су све што су имали или могли да наследе у сељачкој револуцији 1917. Тражили су освету против сваког симбола промене и повратка времена. Они никада не би признали нове националне реалности или аграрну револуцију.
Један од главних узрока пораза Белог покрета било је поистовећивање народа са обновом старог режима, углавном због третмана који су њихови официри и чиновници имали према сељацима. Желели су да се врате у време пре револуције, да се освете сељацима што су изгубили своју земљу и одбијају да спроведу корените реформе које је захтевала околности нису могле искористити непријатељство села према црвенима и придобити га за свој циљ. Они никада нису покушали да реформишу власништво над земљом, а то је у земљи са руралном већином попут Русије било пресудно. Због тога су се многи сељаци плашили да ће Бели повратити права сеоског племства на земљу, због чега ће изгубити профит остварен у пољопривредној револуцији 1917. године. Суочени са овим страхом, многи сељаци су се придружили црвенима када су Бели напредовали на округе Орел и Москву 1919. Они су били ти који су освојили највише земље од племства. По мишљењу СР политичара, да Александар Колчак није повратио права земљопоседника, добио би подршку пољопривредника на Уралу и Волги.
Пљачке и масакри од стране козачке коњице такође су допринели окретању села против њиховог напредовања 1919. године. Дењикин се показао неспособним да их обузда. Најбоље беле трупе биле су са Кубана, Дона и Кавказа, јер су Козаци били главни извор људи и средстава за Беле, иако су, када су схватили да је Дењикин поражен, желели да се врате својим кућама масовно и преговарати о сопственој аутономији са комунистима. Упркос свему, Дењикин је укинуо права синдиката и вратио фабрике бившим власницима, зарађујући на томе мржњу радника. Бели су знали само како да одговоре на ово растуће противљење још више терора. Као и Колчак, Дењикин није био у стању да створи сопствену структуру локалне управе, због чега је прибегао репресији да покуша да мобилише становништво и његове ресурсе под својом контролом, нешто одлучујуће у било ком модерном грађанском или тоталном рату, када је напредовао на совјетску територију, али се показало да терор није био довољан – поред расипања ресурса. Када је војна помоћ њихових западних савезника смањена, бели војници су морали да пљачкају залихе, зарађујући мржњу становништва освојених територија.
Коначно, пропаганди нису посвећивали довољно пажње јер су за њих сељаци имали дужност да служе у својој војсци, а ако то не ураде могли су да их казне, није им пало на памет да их убеде. С друге стране, бољшевици су знали да искористе симболику револуције да кажу да су је бранили и да се прогласе за браниоце ситних земљорадника. Парадоксално, многи бели команданти чекали су народни устанак против бољшевика да би добили победу, али је обично већина становништва била непријатељски настројена према обе стране и равнодушна према томе ко је победио у рату. Врангел је био једини бели генерал који је схватио грешку. Знао је да рат неће бити добијен без коренитих реформи које су на његову страну ставиле сељаке, раднике и националне мањине. Али његови потчињени на Криму су се понашали као окупаторска војска, вршећи сваку врсту самовоље и институционализујући корупцију.

### Сарадња са другим групама
Зелени су неколико пута сарађивали са другим опозиционим групама, попут анархиста и СР-а, у више стратешком него идеолошком настојању против црвених. Бели дезертери су се придружили њиховом циљу и дошли да предводе групе сељака, што је бољшевицима послужило као изговор да преувеличају односе између ова два елемента. Већа је вероватноћа да ће следити агресивну реторику и обећања насилне освете, сељаци су имали тенденцију да одбацују вође са чисто политичким или умеренијим циљевима, то јест, било које блиске руској Привременој влади из 1917. „Они више воле да воде очајнички и усамљени рат против својих, радије него да помогну угњетавачима из прошлости [Белима] да победе угњетаче садашњих [Црвених].“

## Обука
У селима се појавила синдикална мрежа која је заменила Совјете и помогла у снабдевању побуњеницима. Свако село је било одговорно за мобилизацију, исхрану и опремање својих јединица. Црква и локални есери, углавном са левице, били су кључни у организацији покрета. На пример, у Западном Сибиру су из партије предводили побуне и иако је постојала централна власт у Тобољску, она је имала малу контролу над територијом без бољшевика и у суштини свака општина је била самоуправна. Сибирски покрет је показао висок ниво организованости и чак је успоставио администрацију у градовима које је заузео (герилци из Тамбова нису били у стању да заузму градове, али су такође створили сложену административну мрежу на селу); напротив, махновисти су били присутни и на селу и у градовима, организовали су неку управу и пустили их да владају готово у потпуности, због анархистичке природе овог покрета.
Почетком 1920. године, када је победа Црвених практично била обезбеђена после пораза армија Антона Дењикина, Николаја Јуденича и Александра Колчака, наставак реквизиције постао је неоправдан. Бројни контингенти војника-сељака одбили су да угуше зелене устанке и пребегли, формирајући сопствене „зелене“ герилце у шумама. У периоду 1919-1921, већина герилаца су били дезертери, укључујући вође, многе ветеране борбе против Белих. Званично је два и по милиона војника демобилисано 1921. године, многи који су се враћали својим домовима придружили су се Зеленима, што је погоршало ситуацију.
Међутим, до тада су и Зелени и Црни могли само да сањају да ће оштетити Црвену армију, „војног гиганта“, иако њихове оружане снаге, поткопане дезертерством, никада нису достигле званичне бројке. Они су тврдили; бољшевици су покушали да остваре француски револуционарни идеал „нације у оружју“ и нису успели. Било је нешто више од милион црвених војника на крају 1918, три милиона 1919, пет милиона на крају 1920, и шест милиона 1921. Углавном су то били насилно регрутовани сељаци. Међу комунистима је постојао отпор масовном регрутовању сељака. За многе би њихова армија лојалних радника постала сила састављена од елемента који им је био стран и непријатељски, могући непријатељ. Према британском историчару Орланду Фигесу, на врхунцу грађанског рата, Лењин је тражио сигурност у бројкама, у виду боље организоване, али мање војске, која је била оптимално дисциплинована, опремљена и снабдевена и која је вршила мањи притисак захтевајући мање реквизиције или намете и изазивање мање сељачких буна. Такође би вршили мањи притисак на раднике у фабрици. Штавише, не би је чинили углавном сељаци, већ радници, лојалнији и мотивисанији да се боре за Црвене.
| Дезертери на територијама под бољшевичком контролом: На основу разних извештаја из 1919. г. |               |           |             |
| Територија                                                                                  | Месец         | Дезертери | Ухваћено    |
| Калушка област                                                                              | јул           | 10,000    | -           |
| Санкт Петербург                                                                             | -             | 65,000    |             |
| Рјазанска област                                                                            | -             | 54,697    | -           |
| Саратовска област                                                                           | -             | 35,000    | -           |
| Тамбовска област                                                                            | -             | 60,000    | -           |
| Тверска област                                                                              | октобар       | 50,000    | 5,430       |
| Јарославска област                                                                          | јул септембар | 9,500     | 1,529       |
| Ивановска област                                                                            | -             | -         | 3,000       |
| Московска област                                                                            | јун септембар | -         | 1,500 3,329 |
| Нижегородска област                                                                         | април         | -         | 4,900       |
| Орловска област                                                                             | мај           | -         | 5,000       |
| Смоленска област (Белски регион)                                                            | јун           | -         | 2,600       |
| Владимирска област                                                                          | септембар     | -         | 1,529       |

Масовно дезертерство као појава која је захватила целу Црвену армију указује да сељаштво није хтело да служи у њој. Многи су дезертирали да би се вратили на своје фарме или да би учествовали у жетви – стога је број дезертерства варирао у зависности од годишњих доба. Током 1918. дезертирало је више од милион војника, наредне године број се повећао на два милиона, а 1921. године било их је скоро четири милиона. Између 1919. и 1920. дезертирало је три милиона људи. Године 1919, ових одбеглих „зелених дезертера“ било је више од милион само на територији под контролом бољшевика, и иако је неколико хиљада наставило да служи са Белима, већина се борила у шумовитим пределима у близини својих домова нападајући власти на оба стране. Одреди су слати у села у близини бојишта, а породице за које се сумњало да су скривале дезертере кажњаване су новчаним казнама, одузимањем стоке или фарме, узимањем талаца, стрељањем вођа, па чак и спаљивањем читавих села. Специјалне комисије које је Чека задужила да их прогоне ухватиле су петсто хиљада дезертера 1919. и шест стотина до осамсто хиљада 1920. Хиљаде је стрељано, а њихове породице депортоване, али је 1,5 до 2 милиона избегло заробљавање.
Масовна дезертирања су почела много раније. Од офанзиве Керенског до Октобарске револуције два милиона војника напустило је своје положаје и вратило се својим кућама. Царска војска од десет милиона била је поражена пацифизмом у својим редовима и слабошћу њених институција. Исте, 1917. године, извршена је масовна демобилизација. Многи од ових дезертера су били сељаци, „Царска војска је била сељачка војска“, који су себе називали марксистима, иако нису знали ништа о идеологији. Њихов „рововски бољшевизам одражавао је пре свега тежњу за миром, коју су делили борци свих земаља које су три године биле укључене у најсмртоносније и најтоталније ратове.“ Више од два милиона њихових другова је страдало у борби против Централних империја. Многи су подржали бољшевике 1917. јер су обећавали мир, али пошто партија није одржала обећање, сељаци су били веома нерадо регрутовани. Током грађанског рата, жеља за миром у земљи Суочење са превише година сукоба навело је многе заједнице да се прогласе „неутралним републикама“ како би спречиле црвене или беле армије да уђу на њихове територије.
Могуће је да Црвени никада у једном тренутку нису окупили више од пола милиона „опремљених војника“. После заузимања Казања, после петодневне борбе, бољшевици су престали да се повлаче и почели су да жању успехе захваљујући централизацији командовања и масовности регрута. Брзо је морала да се суочи са масовним дезертерством између јуна 1919. и јуна 1920. године, регрутовано је два милиона седамсто хиљада људи, али су сви дезертирали осим шездесет хиљада војника. У августу 1920. Црвени нису имали више од седамсто хиљада бораца, мање од петсто хиљада активних, са два милиона двеста педесет хиљада резервиста на обуци, триста деведесет и једне хиљаде у резервним јединицама и сто педесет хиљада девет хиљада у радним јединицама, рањених, болесних или дезертера. Зелени су увек били бројнији од Белих. У конкретним цифрама, Јуденич је командовао са 30.000 Белих, Колчак са 120.000 и Дењикин са око 150.000; за поређење, Зелени су имали преко пола милиона током 1919. године. Према западним обавештајним службама, у септембру те године бољшевици су се држали са 120.000 војника на Уралу (источни фронт), 180.000 у области Чернозема (јужни фронт), 35.000 у Пскову (северни фронт) и 130.000 у Белорусији (западни фронт) У јулу 1918. било је 40 до 50 хиљада „међународних бораца“, састављених од кинеских, румунских, пољских, чешких и аустроугарских левичара, не рачунајући Летонске пушке (милитантна јединица).
| Величина армије: На основу владиних извештаја |           |                           |
| Година                                        | Број      | Јединица                  |
| 1914                                          | 1,423,000 | Руска императорска армија |
| 1918                                          | 106,000   | Црвена армија             |
| 1919                                          | 435,000   | Црвена армија             |
| 1920                                          | 3,538,000 | Црвена армија             |
| 1921                                          | 4,110,000 | Црвена армија             |
| 1922                                          | 1,590,000 | Црвена армија             |
| 1923                                          | 703,000   | Црвена армија             |
| 1924—1927                                     | 562,000   | Црвена армија             |

Бољшевичке снаге су биле војно слабе, што је доказано након битке код Варшаве где је Лењинов пројекат да прошири револуцију на Берлин или Будимпешту, а затим војном инвазијом даље на запад, био на крају безуспешан. Западњаци су желели да вежу Русију појасом који је спречавао даљу експанзију левичарских идеја, јака независна Пољска је била кључна у том плану и то је био један од узрока пољско-совјетског рата: прво подстицање пољског експанзионизма на исток, након што је подстакао руски национализам који су бољшевици знали да искористе, и коначно мотивисао Лењина да покуша да прекине овај појас и застраши нови поредак основан у Версају. Црвени војници нису били у стању да победе тек рођену пољску војску и нису имали шансе са бесконачно моћнијим индустријским земљама средње и западне Европе. То би навело Лењина да усвоји тезу о социјализму у једној земљи, тако да је „националбољшевизам био прави победник грађанског рата“.
У оквиру ове Црвене армије истицале су се специјалне јединице Чеке и „трупе унутрашње одбране Републике“ које су са двеста хиљада припадника 1921. године биле главни репресивни органи совјетског режима у настајању. Због малог броја редовних војника којима су располагале све стране, армије које су се налазиле на руским ратиштима биле су веома мале – десетине хиљада у највећим биткама – у поређењу са онима које су коришћене у Првом светском рату. Добровољци су били ретки и недисциплиновани, што је приморало совјетске команданте да регрутују сељаке, друштвену групу којој њихове вође нису веровале.

## Вођство
Поред совјетских записа о њиховој опозиционој активности, постоји врло мало података о вођама Зелених, описаним као „људи који су деловали, а не писали“ због широко распрострањене неписмености и спонтане природе њиховог покрета (85% становништва је било неписмено 1917. године). Да би изградио значајне снаге, мотивисан појединац би водио групу војника кроз село, ангажујући успут становнике села и дезертере из Црвене армије. Лидери би ушли у село и огласили се, користећи једноставне поруке и нејасне, реакционарне циљеве у својој реторици да изазову ентузијазам. Често су преувеличавали бољшевичку слабост и победе опозиције као средство да убеде слушаоце да се придруже. Одржавајући циљеве једноставним, регрутовање неселективно, а расположење оптимистично, зелене вође су успеле да изазову осећај међу сељацима да би могли значајно да умањују моћ бољшевика. Подршку су добили и разочарани градски и железничарски радници, који су „побегли назад у села“ и обавестили сељаке о ужасним условима рада у развоју индустрије. Међу овим атаманима били су Александар Антонов, Никифор Григоријев, Данило Илкович Терпило и Нестор Махно.

## Циљеви
Упркос совјетским покушајима да повежу зелене армије са белим вођством, таква ознака пренаглашава политичке аспекте покрета. У ширем смислу, Зелене армије су биле спонтане манифестације сељачког незадовољства, а не било какве специфичне идеологије. До 1920. бољшевици су обезбедили победу над Белима. Сељаци војници Црвене армије, огорчени због могућности да наставе да насилно тлаче сопствену класу у интересу нове власти, дезертирали су и консолидовали се у групама у шумама, што је на крају довело до њихове ознаке „Зелени“. Иако су се ове групе првенствено супротстављале бољшевицима, често су то чиниле без плана или алтернативног облика власти на уму; него су једноставно хтели да ослободе село бољшевичког утицаја на било који начин.

## Сељачки устанци
Побуне су се веома разликовале једна од друге, међутим, Совјети су били склони да их класификују у две главне категорије: бунт, специфична, кратка побуна са мало учесника; и востанте, побуна хиљада сељака, способних да освоје градове и да себи дају кохерентан политички програм, обично социјално-револуционарног типа, као у Тамбову, или анархистички, попут сељачке војске Махна.

### Прве побуне
Међу почетним покретима била би побуна Ливни, која је лако угушена током августа 1918. Укључен је и Ижевско-Воткиншки устанак те године и оно што се сматра првим правим востантеом, побуна Чапана, која је избила на обалама Волге, у округу Карсун, Сизран, Сенгилеј и Ставропољ 1919. године.
Већ 1920. године су устанак подигли кубански и донски козаци и племена Кавказа, формирајући своје сељачке герилце. Овај последњи је достигао више од 30.000 побуњеника са оружјем. Они су остали веома активни до лета следеће године, када ће бити дефинитивно поражени, иако су мале зелене партије на Кубану, Дону и Западном Сибиру остале активне до 1923. године.

### Украјински атамани
Данило Илкович Терпило је предводио украјински националистички сељачки устанак који су карактерисали антисемитски погроми. Дошао је да контролише село Кијевске губерније, али не и велике градове, и имао је 20.000 наоружаних следбеника.
Још један зелени покрет била је кратка побуна Никифора Григоријева, атамана Херсона, и Јурија Тјутјуника. Григоријев је био опортунистички вођа који је знао да промени страну када му је то одговарало.

### Устанци у Сибиру
Адмирал Колчак је направио грешку када је повратио права земљопоседника придобио анимозитет сељака жељних пољопривредне реформе. Проблем се погоршао почетком 1919. године. Колчак је прибегао терору да их умири. Са својом позадином ослабљеном истрошеношћу герилаца, бели режим није могао да заустави напредовање бољшевика, који је, с друге стране, знао како да својим снагама дода локалне партизане где год је напредовао.
Почетком 1920. године избио је „устанак вила“ који је предводила „војска црних орлова“ и проширио се на поља Казања, Уљановска и Уфе. Међутим, брза бољшевичка реакција донела је њихово уништење следећег месеца.
Између почетка 1921. и краја 1922. догодила се Западносибирска побуна, највећи зелени устанак, а можда и најмање проучавана, како по броју побуњеника тако и по географској величини.

### Остали устанци
Један од најпознатијих и најорганизованијих покрета била је Махновистичка револуција коју су предводили украјински анархисти Нестор Махно, Федир Шчус и Симон Каретник. Његов покрет је био упоредив само са Тамбовским због своје величине и организације. За неколико година махновистички партизани су се борили против Немаца и Аустро-Угара, петљуриних националиста, интервенције у Бердјанску под вођством Француза, и били су мете Дењикина, Врангела и бољшевика.
Вероватно најпознатији зелени покрет је побуна која је избила 19. августа 1920. у малом граду Хитрову, као одбијање захтева за храну у Тамбовској области и брзо се проширила на Пензу, Саратов и Вороњеж. Она је поражена јуна 1922. смрћу њеног вође Александра Антонова.

## Тактика
Иако може бити тешко разликовати Зелене армије од других облика сељачких немира, оне су биле обележене концентрисаним вођством и различитим јединицама, показујући виши ниво организације од већине сељачких устанака. На пример, Зелена армија Александра Антонова у Тамбову имала је медицинско особље, бригаде појачања и сложен систем комуникације и обавештајне службе који је запошљавао жене, децу и старце. Значајни Зелени покрети су се такође развили у регионима Новгорода, Туле, Рјазања, Твера, Вороњежа, Костроме, Сизрања, Гомеља, Курска, Брјанска и Орела, између многих других. Процене Зелених снага су се кретале од неколико стотина до педесет хиљада бораца. Осим оружја које су црвени дезертери донели са собом, Зелени су крали ратни материјал од поражених бољшевичких војника, из зграда за снабдевање бољшевика и из напуштених гарнизона бивше царске руске армије. Подстицали су оружани отпор бољшевичким институцијама у оближњим селима и градовима, хвалећи се сељачким победама и регрутујући нове војнике, понекад и силом. Они су формирали герилске групе, које су водиле веома покретну герилску борбу, нападајући бољшевичке системе комуникације, млинове, железнице и фабрике. Такође су организовали одреде бројчано упоредиве са Црвеним, у Западном Сибиру су чак били у стању да се суоче са њима на отвореном терену. Сељацима су стално биле потребне модерне пушке и митраљези, пресудни за рат, принуђени да их ипак набаве. Гомиле су јуришале у градове, пљачкајући и палећи партијске канцеларије, локални Совјет, полицијске станице, судове и пропагандне центре. Колективне фарме су уништене. Оруђа, стока, реквирирано жито, млинови, фабрике, пиваре и пекаре су прерасподеле. Ова тврдња о народној својини послужила је Зеленима да стекну подршку становништва. Ако су сељаци успешно надвладали бољшевике, сурово су кажњавали војнике и чиновнике, често сакаћујући тела, мучећи породице или сахрањивајући живе.
Не више од 6.000 људи, равномерно распоређених, борило се у првим биткама између Белих Лавра Корнилова и Црвених Рудолфа Сиверса. Због малог броја укључених мушкараца и мале погођене територије, тешко је ово назвати чак и грађанским ратом. Током читаве прве године рата било је само окршаја и артиљеријских дуела са малобројним армијама или партизанским снагама, више забринутим за снабдевање. Територија је стално мењала власника, није било линија фронта ни фиксних положаја. У одлучујућим биткама 1919. године, они су силом мобилисали сељаштво да се боре у великим армијама са стотинама хиљада људи једни према другима на фронтовима дугим стотинама километара и подржаних тешким наоружањем.
Њихове активности укључивале су дизање мостова у ваздух, пресецање телеграфских линија и подизање железнице у покушају да паралишу комуникацију и кретање Црвених. Више су волели да се шуњају дању, чувајући непријатеље и нападајући ноћу. Они су трајно одбијали да се боре на отвореном, скривајући се у брдима и шумама да би упали у заседу и брзо се повукли. Њихова већа покретљивост је надокнадила њихово потпуно одсуство артиљерије. У Западном Сибиру и Централној Русији, њиховој герилској тактици је помогао шумовити терен тајге. Када су били поражени, помешали су се са цивилним становништвом или су побегли на коњима које су им обезбедили мештани.
Зелени су кломпе од липове коре формирали мноштво сељака, наоружавали су се оним што су нашли: моткама, вилама, трозубцима, мотикама, секирама. У мањој мери и ватрено оружје као што су сачмарице, карабини, ловачке пушке, пиштољи и пушке. Такође, многи зелени су се борили под црвеним заставама, симболима револуције које су касније присвојили комунисти.
Прве мале јединице које су бољшевици послали да их покоре лако су поражене и практично ништа више од тога да су им дале још оружја. Многим бољшевичким јединицама, посебно 1918. године, недостајала је обученост и дисциплина, разилазећи се после првих хитаца. На сваког црвеног војника у борби, још осам је било неактивно због болести или недостатка обуке, одеће или муниције. Бели су били дисциплинованији и бројнији и боље обучени. Када су бољшевици били приморани да се повуку из региона герилским узнемиравањем, они су имали тенденцију да узимају таоце у градовима и погубљују их када буду безбедни на територији под њиховом влашћу. С друге стране, Црвени нису оклевали да их сузбију митраљезима, тенковима, оклопним возилима, оклопним возовима, тешким топовима, осматрачким авионима и отровним гасовима заосталим из арсенала Великог рата. Поред преплављења побуњеничких области трупама и пропагандом. Комунисти су брзо сазнали да: „Конвенционалне армије, колико год биле добро наоружане, нису добро опремљене за борбу против добро подржане сељачке војске.

## Бољшевици
Бољшевичка влада је покушала да изгради антиреволуционарни, антикомунистички имиџ за Зелене армије. Покрајински комунистички званичници најавили су мештанима да су Зелене армије део зликовског белог покрета, упркос чињеници да су зелене армије генерално биле једнако непријатељске према Белима као и према Црвенима. Бољшевици су такође преувеличали утицај кулака у зеленим армијама, који су несумњиво били умешани, али једва и покретачка снага покрета.
Ови масовни устанци, који су уздрмали совјетску власт у источној Украјини, Тамбову и Сибиру 1919-1921, укључили су више од 100.000 герилаца и милионе присталица сељака. По речима Владимира Лењина, то је била „велика унутрашња политичка криза“, прва у совјетској историји. Ове побуне је Лењин препознао као „далеко опасније од свих снага Дењикина, Јуденича и Колчака заједно“, како је објавио 8. марта 1921. у свом уводном говору на 10. партијском конгресу.
Грађански рат у Русији се генерално анализира као сукоб између црвених (бољшевика) и белих (ројалиста). У стварности, поред војних сукоба између Црвене армије и разних јединица које су чиниле прилично хетероклитну белу армију, најважније је било оно што се догодило у позадини најважнијих линија фронта.
Бољшевици су у почетку веровали да би лако могли да победе Зелене, третирајући их као безнадежну ствар како у њиховој пропаганди тако иу војним стратегијама. Уместо да усмере оружану пажњу на Зелене у целини, Црвени су сваку сељачку војску третирали као специфичан пример немира, грубо сузбијајући и додатно љутећи сељачко становништво. У време када су Владимир Лењин и бољшевици схватили снагу покрета Зелених, он је прерастао у озбиљну друштвену и војну претњу за моћ бољшевика. Мале јединице послате да их покоре много пута су деморалисане пребегле, па су замењене комбинацијом масовног терора, пропаганде и преплављења побуњеничких области трупама. Неки научници приписују Зеленом покрету да је индиректно присилио Комунистичку партију да промени своју економску стратегију 1921. године а ипак, иако су Зелени свакако допринели променама у политици бољшевика, степен њиховог утицаја је отворен за дебату. Далеко је мање спорно да је Нова економска политика – заједно са повећаним падавинама – угушила покрет Зелених побољшањем руралних услова и на тај начин оштетила основу Зелених армија за успешно регрутовање – незадовољство сељака. До лета 1922, док су бољшевици обезбеђивали победу у грађанском рату, зелене трупе су готово нестале. Пропаст ових покрета је великим делом проузрокована глађу 1921-1922, која је погодила укупно 29 милиона људи и убила око пет милиона, што је било главно оружје режима да поврати контролу над многим провинцијама. Немилосрдни терор је одиграо своју улогу у сузбијању побуна, али главно оружје је била глад.
По мишљењу анархиста: „Основна психолошка особина бољшевизма је остварење његове воље путем насилног елиминисања свих других воља, апсолутно уништење сваке индивидуалности, до тачке у којој постаје неживи објекат.“ Многи локални комунистички званичници су видели да су наређења о реквизицији изгладњивала сопствени народ, али „Добар друг је урадио оно што му је речено; било му је задовољство да препусти сва критичка размишљања Централном комитету“. То је била дисциплина за коју се Партија залагала.. Иронично, многи бољшевички официри били су деца сељака школованих у царским војним школама.
Отпор Козака довео је до жестоке антикампање, од 1919. до 1920. године, у којој су били потискивани са јасном намером да их елиминишу „као друштвену групу“ – прву од многих репресије у совјетској историји. Мушкарци су стрељани, жене и деца депортовани, њихове куће спаљене, а њихова земљишта поново насељена некозацима. Током Лењинове и Стаљинове владе, у циљу економског развоја територија и кажњавања потенцијално сепаратистичких народа, бројне заједнице су изгладњиване, депортоване и замењене руским насељеницима. Стога су отпор и геноцид козака сами бољшевички лидери назвали „совјетском Вандејом“. Лењин је признао да је имитирао тактику коју је осмислио Грах Бабеф, проналазач модерног комунизма, који је планирао „популицид“ Вандеје.
Црвени терор је био много систематичнији, распрострањенији и ефикаснији од белог терора. Свака опозиција, стварна или потенцијална, била је немилосрдно потиснута, дајући тон будућим грађанским ратовима 20. века. Затворска популација Чеке била је „смањена верзија самог друштва“, обухватала је све врсте људи и није било породице која није претрпела хапшење или нестанак неког члана. Терор против радника почео је 1918. и достигао врхунац 1921. године, покоравањем Кронштата. Према неколико бољшевичких вођа, терор који је започео Лењин био је природна последица насилног преузимања власти и његовог одбацивања демократије. Једини савезници бољшевика били су леви есери, додуше само на почетку, јер су касније и они били потиснути после устанка левог СР. Према анархистима, обојица су настојали да потчине народ преко државе.
Лењин је такође наредио да се сама бољшевичка партија очисти како би се ослободили потенцијално неправедних или бескорисних елемената. Паралелно, дошло је до претераног раста Партије, удаљавајући базе од њених лидера. Прва чистка обављена је у лето 1918, друга у пролеће 1919, а трећа у лето 1920, фокусирајући се на другове сељачког или неруског порекла. Партија није изазивала лојалност и људи су је добровољно напуштали у таласима.

## Пад
Бројни унутрашњи аспекти покрета Зелених довели су до неуспеха и пада. Зелена активност је често представљала насиље без стварног циља осим убијања комуниста и прекидања њихове економске и политичке активности. Дакле, војске су се ретко кретале ван свог првобитног географског региона. Када су Зелени освајали градове или села, нису се политички постављали, остављајући територију да је касније поново заузму бољшевици. У исто време, многе сељачке милиције биле су лабаво организоване и међу њима је недостајала већа војна или политичка координација, што је отежавало искориштавање широко распрострањеног незадовољства, спречавајући да „већина или цела сељачка Русија врви од побуне“ да збаци нови режим. Штавише, постојала је велика напетост унутар насеља, који су често укључивали аграрне сељаке, кулаке, раднике и Беле, од којих су многи од раније били огорчени једни према другима. Зелене армије су биле недовољно финансиране, недовољно снабдеване, а надмашила их је Црвена армија (која је имала бољу организацију и морал као резултат већих и чешћих победа).
Грађански рат је изазвао више од десет милиона смрти од борби, терора, куге и углавном глади, која је однела око половине, а још неколико милиона је емигрирало, погађајући углавном одрасле мушкарце. Још десет милиона људи није рођено као последица пада наталитета према демографским проценама. Према америчком демографу Франку Лоримеру, између 1914. и 1926. године погинуло је око два милиона војног особља и четрнаест милиона цивила, од којих су девет до десет милиона биле директне или индиректне жртве револуције. Његов совјетски колега, Борис Цезаревич Урланис, говорио је о осам милиона. Више црвених војника је умрло од малих богиња, колере, тифуса и венеричних болести него у борби. Према Урланису, 300.000 Црвених, Белих и Пољака је умрло у борби, али више од 450.000 од болести. Према историчару Евану Модслију, епидемије су десетковале руско становништво. Године 1917. избројано је 63.000 умрлих од тифуса и трбушног тифуса, 1919. било их је 890.000, а 1920. године још 1.044.000. Овоме се додаје квота живота коју су однели дизентерија, колера и шпански грип 1918–1919, па је та цифра вероватно премашила три милиона на основу података о изузетно високој смртности новорођенчади. Око седам милиона сирочади је остављено да лута улицама, живећи од пљачки и проституције. Многи су касније регрутовани у војску да постану војници и репресори стаљинизма. Иронично, на овај начин су добијали образовање, одећу и храну и успостављали односе деце и родитеља са својим службеницима.

### Нова економска политика
У недостатку хране и горива, Петроград је напустила већина становништва. Од њених два милиона становника 1918. године, 1920. је остало једва петсто хиљада. Милиони су се вратили на село због хране. Несташица горива, економска криза и немогућност поправке аутомобила довели су до колапса ових транспорта. Први су то учинили они сељаци који су у градове стигли пре неколико година или они који су још увек имали блиске везе са својим родним селима. Сељани су са своје стране примали сељаке који су били у сродству или који су познавали неки занат (столаре или коваче), али не и остале. Многи су били радници чије су фабрике затворене, други су само мигрирали да замене производе за храну и да се врате у градове, ишли су у оружане бригаде у украденим возовима, постајући неконтролисани за бољшевичке власти. Поред тога, многи железнички службеници су били веома корумпирани; возове који су одлазили са фарми натоварени храном пљачкала је гладна гомила све док се нису испразнили пре него што су стигли у градове. Ово је само допринело бацању транспорта у хаос и паралисању индустрије, при чему је већина радника већину свог времена проводила правећи сопствене производе, а затим их мењала за храну на дугим путовањима.
Тако је 1920. године већи део руралне Русије био у власти побуњених сељачких ситних поседа, док су бољшевичке власти контролисале само градове са општинама. Следеће године, комунисти затворени у градовима доживели су прекид комуникација и парализована индустрија јер су радници штрајковали због нулте испоруке жита у градове. Пошто нису имали хране која би их охрабрила да раде, бољшевици су одговорили тако што су им одузели оно мало оброка које су добили, затворили их или чак стрељали ако не испуне производне квоте. Велики протести радника избили су у Петрограду, Москви и другим градовима, у „последњем очајничком покушају да се сруши“, што је изазвало Кронштатску побуну. Његово накнадно подношење довело је до жестоке репресије над есерима и мењшевицима, странкама које су биле блиско повезане са организацијом протеста.
На крају, то је био узрок напуштања ратног комунизма и усвајања Нове економске политике (НЕП): „Победивши Беле, које је подржавало не мање од осам западних сила, бољшевици су се предали сељаштву. ” Ратни комунизам је донео масовна дезертерства и блокирање снабдевања од стране сељаштва и било је јасно да је „национално питање такође сељачко питање“, уосталом, 85% Руса живели у руралним областима. Ова промена није била ништа друго до „привремено одступање“ а са једином сврхом - обнове Русије. Тржиште би увек било регулисано а држава би их постепено социјализовала.
Бољшевици су тражили начин да прекину подршку народа Зеленима. Со и индустријска роба нуђени су селима која су донела резолуцију којом су побуњенике прогласили „бандитима“, знајући да ће их ови последњи напасти као одмазду. У раду су им помагали и сами герилци. Многи злочинци су им се придружили и посветили пљачки и силовању, зарађујући мржњу народа.
На крају рата, бројна градска популација је дезинтегрисана и индустрија је скоро нестала, остали су само мали сеоски власници. Године 1921, када је грађански рат одлучио, совјетске републике су бројале 75 милиона етничких Руса и 65 милиона других народа, укључујући 30 милиона говорника турског или иранског језика. Од тога су 112 милиона били сељаци, односно била је то претежно рурална земља.

### Глад
Годину 1921. руска села су карактерисале суше, екстремни мразеви и јаки пролећни ветрови који су чупали горњи слој земље и уништавали младе усеве. Уследиле су пошасти скакаваца и мишева, а жетва претходне сезоне је била страшна, толико да су знали да ако испоруче све што је Влада захтевала, знали су да ће умирати од глади, јер су приморани да се побуне. Међутим, ратни комунизам је имао свој удео у катастрофи. Суочени са реквизицијама, сељаци су радије обрађивали мање земље, тек толико да преживе. Суочени са скоро непостојањем вишкова, бољшевици су почели да им одузимају виталне резерве, тврдећи да имају више скривених. Били су навикли на слабе жетве и превазилазили су их чувањем комуналних резерви, али су да би избегли реквизиције своју производњу свели на пуко преживљавање, остављајући их изузетно осетљивим на лоше временске услове. Тако су региони највише погођени глађу 1921-1922 највише страдали од реквизиција 1918-1921. Регије које су биле најспорније у рату, уз сталне промене фронта, биле су још више упропашћене.
Глад их је терала да једу траву, коров, лишће, маховину, кору дрвећа, кровне покриваче и брашно направљено од жира, пиљевине, блата и коњске балеге. Прождирали су им стоку, ловили псе, мачке и глодаре. Многи су пали у канибализам, једући месо људи који су већ умрли. Многи су чак појели своју мртву децу и рођаке. Док је глад полако истребљивала становнике сливова река Волге, Каме и Дона, Урала, Башкортостана, Казахстана, Западног Сибира и јужне Украјине, бољшевичке власти су наредиле да хиљаде који су покушали да се спасу бекством у градове буду присиљени да се врате на њиве, тврдећи да са собом носе заразне болести. Такође су наредили извоз велике количине жита из Украјине у Волгу, хранећи један погођени регион и додатно оштетивши други. Намера је била да се украјинско сељаштво казни због отпора новом режиму, као што је Стаљин поново учинио 1930-их.
Од срамоте, бољшевичка власт је тек јула 1921. признала глад у земљи. На захтев Максима Горког, једног од најугледнијих руских писаца свог времена, Херберт Хувер је организовао међународну помоћ преко Америчке управе за помоћ (АРА). Горки је организовао Помгол (Помгол) - "Опомоћ глади". Услови АРА били су пуштање свих америчких држављана у бољшевичке затворе и немешање комунистичких власти у испоруку помоћи. Москва је прихватила. Када је међународна помоћ обезбеђена, Лењин је наредио хапшење свих чланова Помгола 27. августа, са изузетком истакнутих чланова попут Горког, под оптужбом да су контрареволуционарни. Многи су били прогнани у забрањена подручја у унутрашњости Русије.
У лето 1922. АРА је хранила једанаест милиона људи дневно и доносила лекове, одећу, алате и семе који су били неопходни за постизање две велике жетве 1922. и 1923. године, изводећи Русију из глади. Насупрот томе, корумпирана и неефикасна централна комисија коју је створио Лењин помогла је мање од три милиона. Захвалност бољшевичке владе преточена је у оптужбе АРА за покушај дискредитације, шпијунирања и обарања, мешања у њихове операције, претреса њихових конвоја, заустављања њихових возова, крађе залиха и хапшења чланова помоћних тимова. Међутим, америчка помоћ није отказана све док није објављено да је комунистичка власт у пуној глади наставила да извози милионе тона сопствених житарица у иностранство, правдајући се куповином индустријске и пољопривредне опреме. АРА је завршила своје операције јуна 1923. године. Само бољшевици су написали кратку званичну захвалницу, Горки је био много захвалнији у дугом писму Хуверу.
Упркос напорима, око пет милиона људи је умрло. Глад је означила крај револуције.

### Колективизација и поновно покретање сукоба
У немогућности да мирно владају селом или да производе индустријску робу за трговину, бољшевици су прибегли терорисању и насилном одузимању плодова њиховог рада. Тиме је отпочео „скривени грађански рат“ између сељаштва и новонастале бољшевичке државе, карактерисан хиљадама великих и малих побуна и нереда. По окончању сукоба дошло је до напетог примирја између сељаштва и државе, али се држава касније вратила колективизацијом.
Дана 10. марта 1923. Лењин је доживео трећи мождани удар. Од тада, а посебно после његове смрти 24. јануара, борба да га наследи на месту неупитног лидера СССР-а се интензивирала. Ово је накратко спречило режим да се фокусира на репресију и експлоатацију сељаштва. Тако су сељаци могли да прерасподеле своју земљу, да буду слободни да конзумирају и тргују плодовима свог рада. Обновили су трговачке мреже које су биле прекинуте од 1914. године, и сами се управљали према традицији сваког села. Присуство државе је сведено на минимум. Међутим, ово смирење је само маскирало напетост између репресивне државе и ширег друштва. У тим годинама, државни тероризам је имао тенденцију да се концентрише у периферним областима СССР-а, као што су Кавказ и Централна Азија, недавно потчињена подручја неруске културе и са дугом традицијом отпора Москви.
Први совјетски етнографи који су посетили села око Москве осетили су да иду у непознато. Било је људи који су „живели као да су заробљени у средњем веку“. Друштво архаичног и патријархалног живота, где се веровало у вештичарење, време је било подељено годишњим добима и верским празницима уместо месецима, са паганским ритуалима и сујеверја, насиљем над женама и алкохолисањем. Од пре револуције урбане елите су виделе село као „посебно мрачну” средину у којој су магија, верски обреди и обичаји давали страх и утеху људима. Пола милиона војника се придружило Комунистичкој партији након рата, доносећи комунистичку идеологију у њихова села током 1920-их. Бољшевици и НЕП су модернизовали сеоски живот са далеководима, болницама, позориштима, биоскопима и библиотекама. Донели су и хемијска ђубрива, укрштено семе и модерне алате. Производња млека и ексклузивни усеви за тржиште постали су генерализовани, који су пре револуције били искључива делатност племства. Повећана је размена производа, алата и стоке са градовима, поред кредита. Задруге међу сељацима су такође расле: „са својим малопоседничким инстинктима, празноверјем и приврженошћу традицији, укинула би је ова социјалистичка газдинства.“ Међу сељаштвом се родила писмена омладина која је била много амбициознија од својих родитеља, пркосни ауторитету старијих и религији, били су више индивидуалистички. На њима је Партија заснивала свој утицај на селу. Многи млади људи су у њему тражили начин да побегну од досадног живота на селу и помогли у организовању стаљинистичке колективизације, а све како би раскинули са старим начином живота. Села нису била подељена на богате и сиромашне, како су веровали бољшевици, већ на старе и младе.
Крајем деценије бољшевици су покушали да централизују власт. Они су прибегли смањењу броја руралних Совјета, али је то 1929. године оставило многа села без икакве власти, што је онемогућило прикупљање пореза или спровођење закона. Мали сеоски власници су били одлучно ојачани револуцијом и као последица грађанског рата, већином села је владала сопствена заједница. Држава је стизала само до градова са волостима. Стаљин је схватио да што је НПЕ дуже трајао, то је већа дистанца између планова режима и његове немоћи пред сељаштвом, све док они не могу ништа да ураде против „кулака“, односно малих и средњих власника. Боље је било ићи напред и поново започети грађански рат са предношћу. Тек 1927. године, након што је протерао, раселио или елиминисао своје главне противнике и остао сигуран као шеф, Стаљин је окончао „сељачку утопију“ засновану на „есеровшчини“ или „револуционарном социјалистичком менталитету“. Те године почиње већа државна интервенција на пољопривредну производњу снажном политичком репресијом, упркос страху неких вођа од новог рата. То је довело до пада производње, изазивајући „жетвену кризу“, која је послужила као изговор за Стаљина да покрене колективизацију.
Није било отпора сељаштва све до обрачуна против стаљинистичке колективизације, експропријације стоке и затварања цркава. Ово је посебно тешко погодило 1930. године, када је два и по милиона сељана учествовало у 14.000 побуна, нереда и масовних демонстрација те године. Они углавном утичу на Чернозем, Северни Кавказ и Западну Украјину (нарочито погранична подручја са Пољском и Румунијом), регионе који су постали ван контроле владе. Око пет милиона је избегло из Колхоза у поменутим крајевима и Казахстану. Али овај нови покрет није могао да се уједини или организује као претходни, није имао способне вође или политичке кадрове (десетковане током грађанског рата), морали су да се боре вилама и секирама (ватрено оружје је прогресивно реквирирано током 1920-их) и режим је реаговао пребрзо.